# بريت داربي
بريت داربي (بالإنجليزية: Brett Darby)‏ هو لاعب كرة قدم بريطاني، ولد في 10 نوفمبر 1983 في ليستر في المملكة المتحدة. لعب مع ليستر سيتي ونادي تاموورث ونادي ساوثيند يونايتد.

## وصلات خارجية
- بريت داربي على موقع Soccerbase.com (لاعب) (الإنجليزية)